# Championnat de Yougoslavie de football 1981-1982
Navigation
Saison précédente Saison suivante
La saison 1981-1982 du Championnat de Yougoslavie de football est la cinquante-troisième édition du championnat de première division en Yougoslavie. Les dix-huit meilleurs clubs du pays prennent part à la compétition et sont regroupées en une poule unique où chaque formation affronte deux fois ses adversaires, à domicile et à l'extérieur. En fin de saison, les deux derniers du classement sont relégués et remplacés par les deux meilleures équipes de deuxième division.
C'est le club du Dinamo Zagreb qui remporte la compétition, en terminant en tête du classement final, avec cinq points d'avance sur un duo composé du double tenant du titre, le FK Étoile rouge de Belgrade et du Hajduk Split. C'est le 4e titre de champion de Yougoslavie de l'histoire du club, qui manque le doublé en s'inclinant en finale de la Coupe de Yougoslavie face à l'Étoile rouge.

## Les clubs participants
| - Partizan Belgrade - Dinamo Zagreb - FK Étoile rouge de Belgrade - Hajduk Split - FK Vojvodina Novi Sad - NK Rijeka - FK Radnicki Nis - NK Osijek - Promu de D2 - Buducnost Titograd | - FK Velez Mostar - FK Teteks Tetovo - Promu de D2 - FK Vardar Skopje - NK Zagreb - FK Sarajevo - OFK Belgrade - FK Sloboda Tuzla - FK Zeljeznicar Sarajevo - Olimpija Ljubljana |

## Compétition

### Classement
Le classement est effectué en utilisant le barème classique (victoire à 2 points, match nul un point, défaite zéro point).
| Rang | Équipe                              | Pts | J  | G  | N  | P  | Bp | Bc | Diff |
| ---- | ----------------------------------- | --- | -- | -- | -- | -- | -- | -- | ---- |
| 1    | Dinamo Zagreb                       | 49  | 34 | 20 | 9  | 5  | 67 | 32 | +35  |
| 2    | FK Étoile rouge de Belgrade (T) (C) | 44  | 34 | 17 | 10 | 7  | 68 | 40 | +28  |
| 3    | Hajduk Split                        | 44  | 34 | 17 | 10 | 7  | 53 | 31 | +22  |
| 4    | FK Sarajevo                         | 39  | 34 | 16 | 7  | 11 | 57 | 54 | +3   |
| 5    | FK Zeljeznicar Sarajevo             | 38  | 34 | 16 | 6  | 12 | 52 | 37 | +15  |
| 6    | FK Partizan Belgrade                | 37  | 34 | 14 | 9  | 11 | 40 | 31 | +9   |
| 7    | FK Velez Mostar                     | 36  | 34 | 13 | 10 | 11 | 49 | 40 | +9   |
| 8    | Buducnost Titograd                  | 34  | 34 | 13 | 8  | 13 | 47 | 44 | +3   |
| 9    | Olimpija Ljubljana                  | 33  | 34 | 9  | 15 | 10 | 39 | 38 | +1   |
| 10   | FK Vojvodina Novi Sad               | 32  | 34 | 12 | 8  | 14 | 48 | 48 | 0    |
| 11   | FK Radnicki Nis                     | 32  | 34 | 12 | 8  | 14 | 37 | 44 | -7   |
| 12   | NK Rijeka                           | 32  | 34 | 11 | 10 | 13 | 39 | 54 | -15  |
| 13   | FK Sloboda Tuzla                    | 31  | 34 | 9  | 13 | 12 | 36 | 44 | -8   |
| 14   | FK Vardar Skopje                    | 30  | 34 | 12 | 6  | 16 | 43 | 51 | -8   |
| 15   | OFK Belgrade                        | 30  | 34 | 9  | 12 | 13 | 33 | 41 | -8   |
| 16   | NK Osijek (P)                       | 29  | 34 | 9  | 11 | 14 | 36 | 37 | -1   |
| 17   | FK Teteks Tetovo (P)                | 25  | 34 | 8  | 9  | 19 | 31 | 68 | -37  |
| 18   | NK Zagreb                           | 19  | 34 | 7  | 5  | 22 | 27 | 68 | -41  |

|  | Qualification pour la Coupe d'Europe des clubs champions 1982-1983                                |
|  | Qualification pour la Coupe des Coupes 1982-1983                                                  |
|  | Qualification pour la Coupe UEFA 1982-1983                                                        |
|  | Relégation directe en deuxième division                                                           |
|  | (T) : Tenant du titre (C) : Vainqueur de la Coupe de Yougoslavie (P) : Promu de deuxième division |

## Bilan de la saison
| Championnat de Yougoslavie de football 1981-1982                        |                             |
| Champion                                                                | Dinamo Zagreb (4e titre)    |
| Coupes et trophées                                                      |                             |
| Vainqueur de la Coupe de Yougoslavie 1981-1982                          | FK Étoile rouge de Belgrade |
| Qualifications continentales                                            |                             |
| Coupe d'Europe des clubs champions 1982-1983                            | Dinamo Zagreb               |
| Coupe des Coupes 1982-1983                                              | FK Étoile rouge de Belgrade |
| Coupe UEFA 1982-1983                                                    | Hajduk Split                |
| Coupe UEFA 1982-1983                                                    | FK Sarajevo                 |
| Promotions et relégations                                               |                             |
| Promus en Prva Liga                                                     | NK Dinamo Vinkovci          |
| Promus en Prva Liga                                                     | FK Galenika Zemun           |
| Relégués en Championnat de Yougoslavie de football de deuxième division | FK Teteks Tetovo            |
| Relégués en Championnat de Yougoslavie de football de deuxième division | NK Zagreb                   |